# 微吟
『微吟』（びぎん）は、ちあきなおみのベスト・アルバム。2019年4月17日発売。発売元はテイチクエンタテインメント。規格品番はTECE-3529。

## 解説
CD帯：色褪せることのない歌、歌手、それが ちあきなおみ。
発売元はテイチクエンタテインメントであるが、ビクターエンタテインメントと日本コロムビアがライセンスを保持する楽曲も含む選曲となっている。
「ねえあんた」のライブ・バージョン（編曲: 宮川泰）のライセンスは日本コロムビアにあるが、本アルバムにはテイチクエンタテインメント保持のライブ・バージョン（編曲: 服部隆之）が収録された。同様に「夜へ急ぐ人」のシングル・バージョン（編曲: 宮川泰）およびアルバム・バージョン（編曲: 岸本博）のライセンスも日本コロムビアにあるが、本アルバムにはテイチクエンタテインメント保持のライブ・バージョン（編曲: 内堀まさる）が収録されている。「矢切の渡し」のオリジナル・アレンジは作曲者の船村徹であるが、本アルバムでは船村徹の長男である蔦将包によるバージョンである。
歌詞ブックレット冒頭には2ページにわたり三木容によるライナーノーツが掲載された。本CD-DA発売年の年末に開催された第61回日本レコード大賞では企画賞を受賞している。

## 収録曲
| #         | タイトル                                              | 作詞                            | 作曲         | 編曲       | 時間  |
| --------- | ----------------------------------------------------- | ------------------------------- | ------------ | ---------- | ----- |
| 1.        | 「星影の小径」                                        | 矢野亮                          | 利根一郎     | 倉田信雄   | 2:57  |
| 2.        | 「イマージュ」                                        | 飛鳥涼                          | 飛鳥涼       | 瀬尾一三   | 3:55  |
| 3.        | 「冬隣」                                              | 吉田旺                          | 杉本真人     | 倉田信雄   | 4:34  |
| 4.        | 「雨に濡れた慕情」                                    | 吉田央                          | 鈴木淳       | 森岡賢一郎 | 3:39  |
| 5.        | 「四つのお願い」                                      | 白鳥朝詠                        | 鈴木淳       | 小谷充     | 3:27  |
| 6.        | 「紅とんぼ」                                          | 吉田旺                          | 船村徹       | 南郷達也   | 4:00  |
| 7.        | 「矢切の渡し」                                        | 石本美由紀                      | 船村徹       | 蔦将包     | 3:54  |
| 8.        | 「すり切れたレコード」(LE DISQUE USE)                 | Michel Emer、来生えつこ（訳詞） | Michel Emer  | 安川ひろし | 4:23  |
| 9.        | 「朝日のあたる家（朝日楼）」(House of the Rising Sun) | アメリカ民謡、浅川マキ（訳詞）  | アメリカ民謡 | 篠崎秀樹   | 4:49  |
| 10.       | 「ねえあんた」                                        | 松原史明                        | 森田公一     | 服部隆之   | 7:13  |
| 11.       | 「夜へ急ぐ人」                                        | 友川かずき                      | 友川かずき   | 内堀まさる | 4:24  |
| 12.       | 「祭りの花を買いに行く」                              | 友川かずき                      | 友川かずき   | 倉田信雄   | 3:11  |
| 13.       | 「かもめの街」                                        | ちあき哲也                      | 杉本真人     | 倉田信雄   | 4:43  |
| 14.       | 「嘘は罪」                                            | 水谷啓二                        | 杉本真人     | 服部隆之   | 3:41  |
| 15.       | 「黄昏のビギン」                                      | 永六輔                          | 中村八大     | 高田弘     | 4:16  |
| 16.       | 「喝采」                                              | 吉田旺                          | 中村泰士     | 高田弘     | 3:33  |
| 17.       | 「紅い花」                                            | 松原史明                        | 杉本真人     | 倉田信雄   | 5:01  |
| 18.       | 「そ・れ・じゃ・ネ」                                  | 吉田旺                          | 倉田信雄     | 倉田信雄   | 4:36  |
| 合計時間: | 合計時間:                                             | 合計時間:                       | 合計時間:    | 合計時間:  | 76:16 |

※9曲目〜11曲目はライブ・バージョン